# Sylfer
Sylfer (Aglaiocercus) är ett släkte med fåglar i familjen kolibriermed tre arter som återfinns i Sydamerika:
- Grönstjärtad sylf (A. kingii)
- Violettstjärtad sylf (A. coelestis)
- Venezuelasylf (A. berlepschi)